# Frits van der Poel

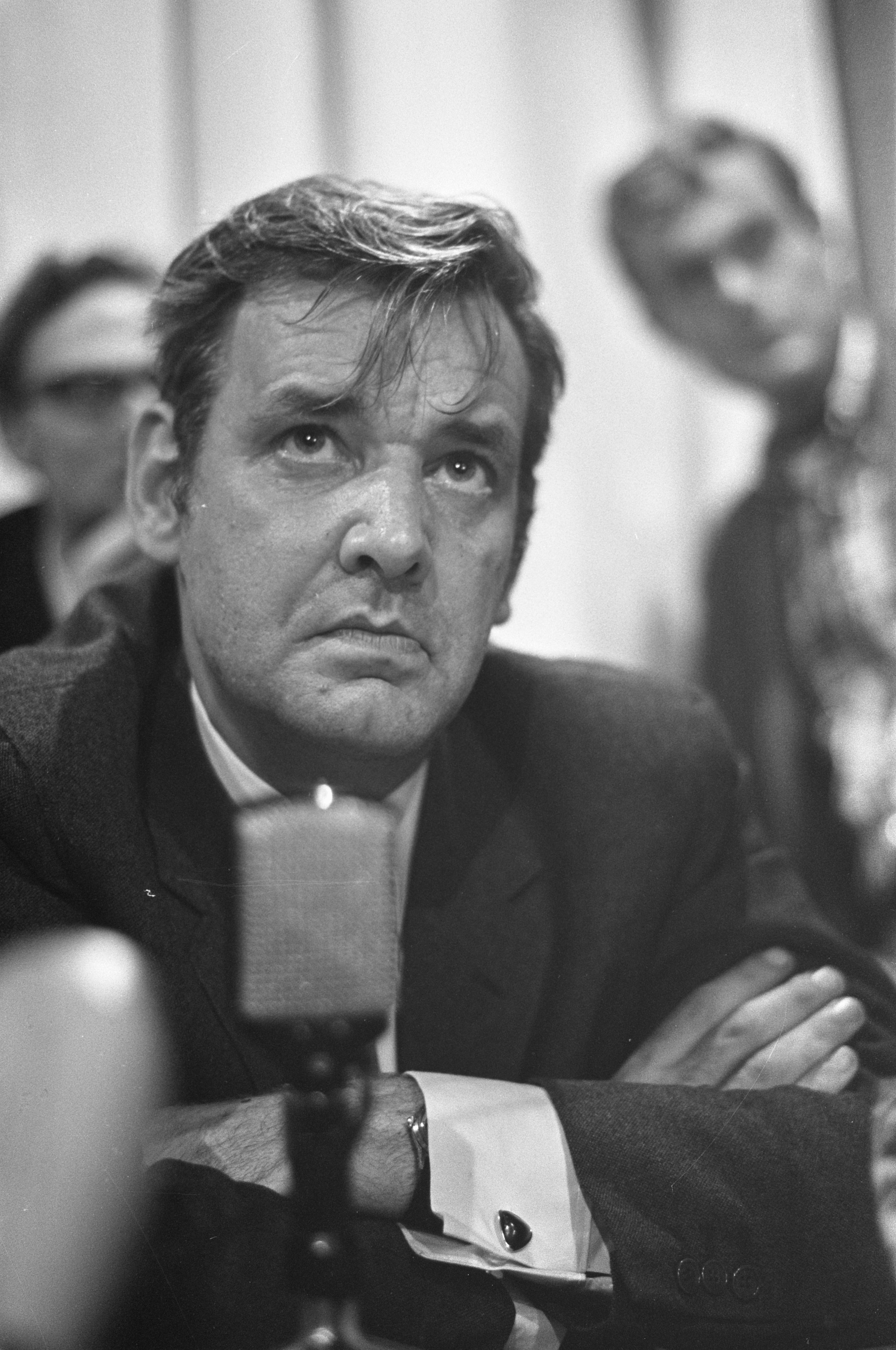
Frits van der Poel in 1968

Frits van der Poel (Breda, 15 februari 1932 - Loenen aan de Vecht, 9 augustus 1987) was een Nederlands politiek journalist. Hij raakte vooral bekend door zijn verslaggeving voor KRO's actualiteitenrubriek Brandpunt. Hij was ook voorzitter van de Nederlandse vereniging van parlementaire verslaggevers. Naar hem zijn twee zalen in perscentrum Nieuwspoort genoemd.

## Carrière
Na een niet-afgemaakte studie Nederlands, kreeg hij halverwege de jaren vijftig een baan als leerling-journalist bij het Brabants Nieuwsblad. Enkele jaren later werd hij in Hilversum radio- en tv-correspondent voor de rooms-katholieke, provinciaalse UNITAS-krantencombinatie. Op 1 oktober 1962 ging hij werken bij de KRO, waar hij tot de eerste ploeg van het bewonderde en succesvolle Brandpunt toetrad. 
In maart 1968 kreeg Van der Poel een eigen televisieprogramma, Frits van der Poel laat mensen praten, dat maandelijks werd uitgezonden. In de uitzending van 7 oktober 1968 wilde hij Hoepla-blootmodel Phil Bloom aangekleed interviewen. Als extraatje had hij vooraf aan de uitzending tv-opnamen gemaakt van een groep van negentien naakte mannen, die voor deze gelegenheid in de studio was uitgenodigd. De opnamen van deze naaktbeelden wilde hij ter ondersteuning van het interview met Bloom drie seconden lang in beeld brengen. Hoewel hij een afspraak had met KRO-directeur Harry van Doorn om hem in te lichten over de inhoud van zijn praatprogramma, had hij zowel het interview met Bloom als de naaktbeelden voor Van Doorn verzwegen. Toen een en ander alsnog Van Doorn ter ore kwam, werd het interview met Bloom verboden. Ook de naaktbeelden mochten niet vertoond worden. De uitzending ging desondanks wel door, waarin Van der Poel insinueerde dat de toen nog ongetrouwde prinses Christina tijdens een verblijf in Canada zwanger zou zijn geraakt. Wegens al deze feiten werd Van der Poel vlak na de uitzending per direct geschorst en twee dagen later door Van Doorn op staande voet ontslagen. Een jaar later vonniste de rechtbank dat het onmiddellijke ontslag ongegrond was. Van der Poel kreeg daarop van de rooms-katholieke omroep een financiële schadevergoeding uitgekeerd. 
Op 12 november 1968 volgde een incident op de School voor de Journalistiek in Utrecht. Van der Poel was als gastdocent uitgenodigd en betrad op verzoek van enkele begeleidende docenten de directiekamer. Die dag bezocht ook prins Claus, zwager van prinses Christina, de school en die zou in dezelfde ruimte de lunch nuttigen. Toen Van der Poel de kamer betrad werd hem door de schooldirecteur M. Schneider de toegang ontzegd, met de mededeling dat hij niet in het programma voorkwam. De kwestie leidde tot een rel die de landelijke pers haalde. Door Tweede Kamerlid Fred van der Spek (PSP) werden er Kamervragen gesteld. De school bood kort na het voorval Van der Poel haar excuses aan.  
Per 1 januari 1969 ging hij verder als politiek verslaggever van Het Vrije Volk. Deze functie behield hij tot aan zijn overlijden. Ook deed hij nog regelmatig het politiek commentaar in Vara's radio-programma In de Rooie Haan. Bij de KRO kwam hij niet meer terug.
Van der Poel was lid van de parlementaire commissie die de nieuwbouw van de Tweede Kamer begeleidde. In die hoedanigheid was hij de eerste journalist die in de Tweede Kamer plaatsnam achter de regeringstafel.

## Waardering
Richard Schoonhoven, destijds eindredacteur van Brandpunt, had grote waardering voor de scherpe en analytische interviewer die Van der Poel was. Schoonhoven omschreef hem als volgt: "In de parlementaire rubriek Vanavond in Nieuwspoort, de maandelijkse parlementaire rubriek van Brandpunt, functioneerde Ad Langebent overigens als de afstandelijke en analytische journalist en was aan collega Frits van der Poel de rol van de "bijter" toebedeeld. Langebent was ook bij politici nauwelijks omstreden. Frits was middelpunt van de kritiek."
Volgens professor Jo Bardoel leverde Van der Poel in Nederland een belangrijke bijdrage aan de ontwikkeling van een volwassen tv-journalistiek, onder meer door zich af te zetten tegen de katholieke gevestigde orde.
Op 1 september 1987 werd hij herdacht in de Tweede Kamer. Voorzitter Dick Dolman beëindigde zijn in memoriam als volgt: "Niemand is onvervangbaar, enkelen zijn onvergetelijk. Tot die enkelen behoort Frits van der Poel".

## Persoonlijk
Van der Poel overleed thuis aan een hersenbloeding. Hij was getrouwd en had vier kinderen. 